# カシュー
カシューとは、主原料の名称「カシュー・ナット (cashew nut)」にちなんで名づけられ、1950年にカシュー株式会社が発明した合成樹脂塗料のこと。漆の代用として使用される。

## 概要
食用のカシュー・ナット（カシュー・ナッツとも）の実の殻（カシュー・ナット・シェル）から抽出されるカシュー・ナット・シェル・オイルを主成分として、フェノール・メラニン・尿素・アルキドなどをアルデヒドと共縮合することで製造される。乾燥（硬化）に湿度を要する漆では、漆風呂のような加湿設備を必要とするが、カシューの乾燥は空気中の酸素を取り込む酸化重合であるため、一般の塗料と同じ自然乾燥または加熱乾燥で行われる。
また漆と違い漆かぶれが無く（但し稀にかぶれる場合もある）、刷毛塗りの他、吹き付け塗装も可能である。